# Metoda przygotowywania ziaren kawy

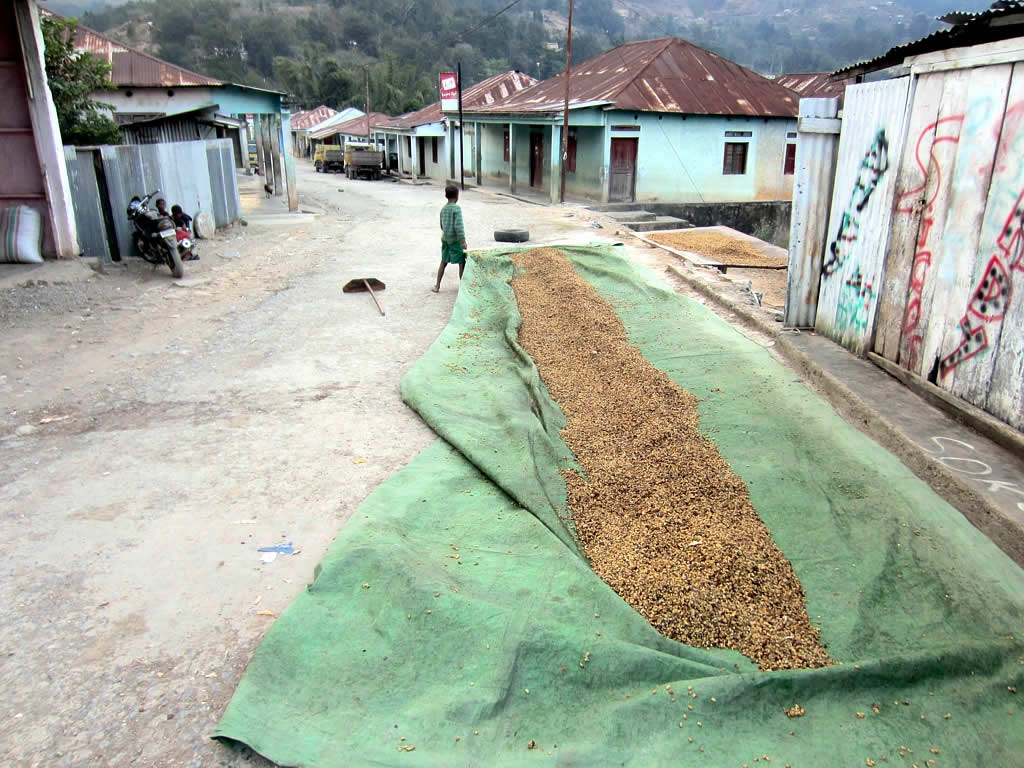
Suszenie kawy na Timorze

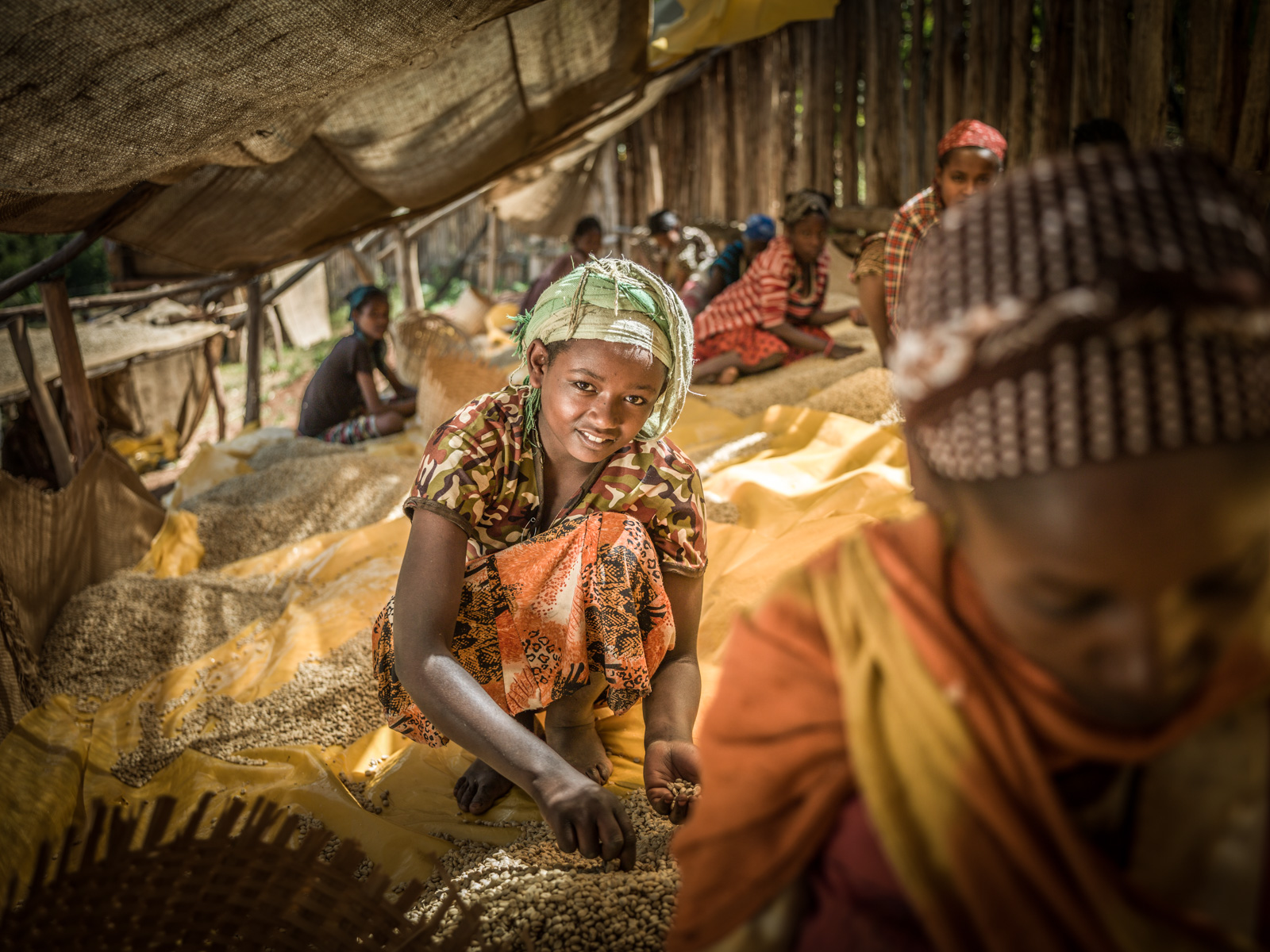
Sort w Etiopii

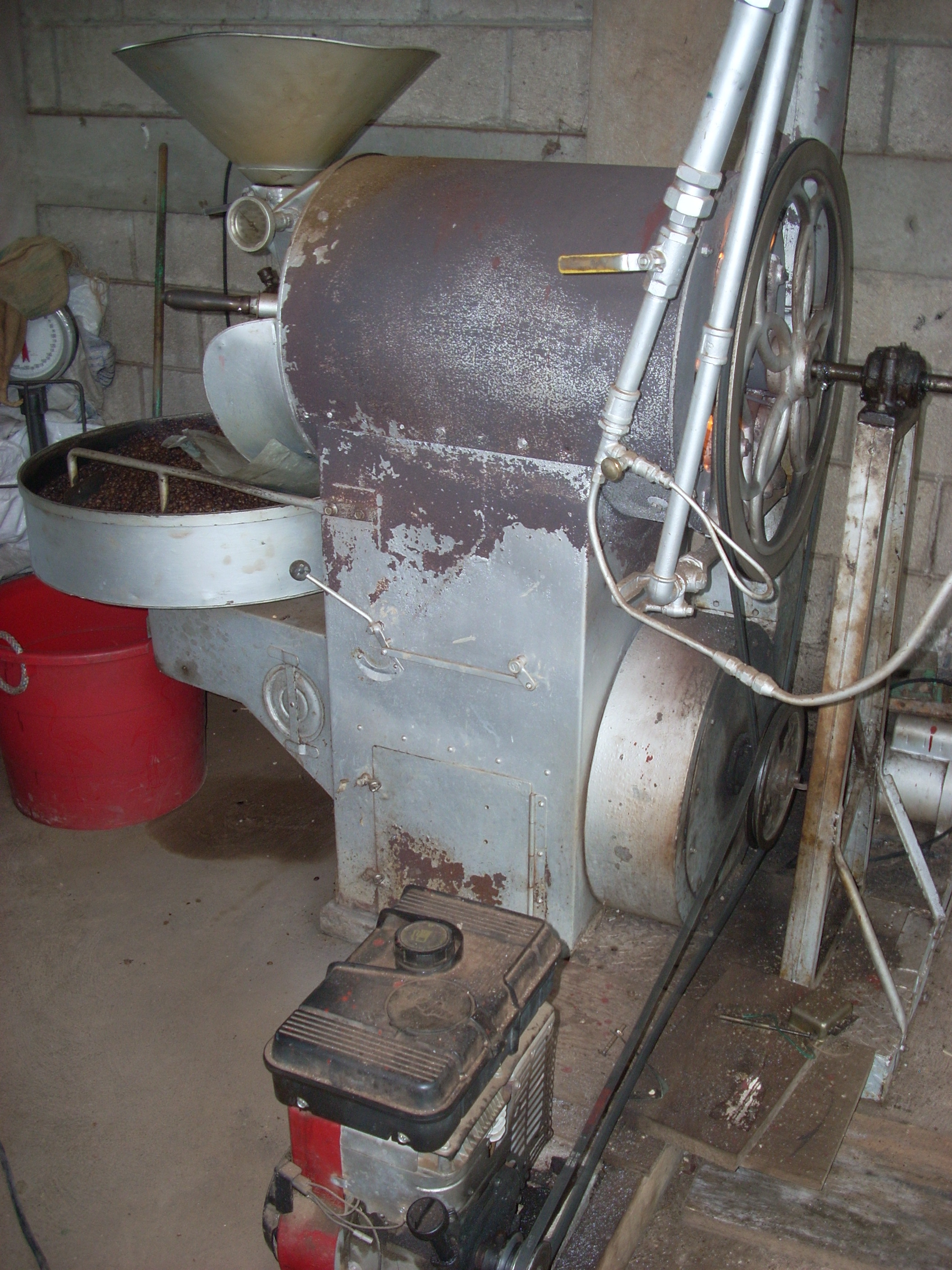
Maszyna do suszenia kawy w Gwatemali

Metoda przygotowywania ziaren kawy – proces składający się z zespołu działań mających na celu spreparowanie i oczyszczenie surowego ziarna kawowca z miąższu i otoczek, celem przygotowania go do wyprażenia (palenia). Istnieją dwie metody przygotowania ziaren kawy: mokra i sucha.

## Metoda mokra (kawa myta)
Metoda mokra polega na maceracji i wypłukaniu ziarna w wodzie, a następnie jego wysuszeniu. Metoda jest stosowana wszędzie tam, gdzie pozyskuje się dobrą gatunkowo kawę i jest pod dostatkiem wody. Proces ten intensyfikuje kwaskowatość kawy.
Pierwszym etapem jest w tej metodzie umieszczenie (wsypanie) zielonych owoców do specjalnych młynków (wyciskarek), gdzie usuwa się owocnię, większą część miąższu, a także substancji kleistych. Zielone pozostałości z tego etapu są w niektórych krajach wykorzystywane do produkcji alkoholu. W drugim etapie ziarno jest wsypywane do czystych, dużych (najczęściej betonowych) zbiorników, gdzie przez około 12-24 godziny, dzięki procesom enzymatycznym, fermentuje. Trzeci etap to przepompowanie ziaren do płuczek, gdzie eliminuje się z niego resztki miąższu i substancji kleistych. W czwartym etapie następuje suszenie ziaren. Może to być zrobione mechanicznie, w suszarkach, albo też poprzez rozsypanie na betonowych klepiskach i częste przegarnianie. Po uzyskaniu wilgotności na poziomie 11-12% ziarno kierowane jest do łuszczarek, gdzie usuwa się otoczkę pergaminową oraz ewentualne resztki owocni. Na ziarnie winna w tym etapie pozostać jedynie srebrzysta otoczka, chroniąca przed wpływami zewnętrznymi. Zostanie ona wyeliminowana dopiero w prażarni. Kawę sprzedawaną wraz z otoczką pergaminową nazywa się kawą pergaminową.
Proces powyższy winien być przeprowadzany w ścisłym reżimie czasowym, przy użyciu czystych maszyn i narzędzi. Wszelkie urządzenia wykorzystywane w tym procesie są najczęściej własnością zrzeszeń lub spółdzielni producenckich, skupiających plantatorów i farmerów z nieodległej okolicy. Nieprzestrzeganie standardów może zakończyć się zjełczeniem ziaren, wykrywalnym dopiero przy sporządzaniu naparu.
Kawa przygotowywana metodą mokrą jest droższa z uwagi na wyższą jakość, ładny wygląd i pochodzenie z w pełni dojrzałych owoców kawowca. Także proces fermentacyjny jest tu ściśle kontrolowany. Najlepsze kawy sporządzane metodą mokrą pochodzą z Kolumbii, Kostaryki, Gwatemali, Wenezueli, Kenii, Tanzanii, a także regionów Kona na Hawajach i Kiwu w DRK.

## Metoda sucha (kawa naturalna)
Jest metodą starszą niż mokra. Była od wieków stosowana przez mieszkańców Jemenu i Etiopii. Około 65% światowych dostaw kawy jest przygotowywane tą metodą (2004). 
Pierwotnie pozwalano owocom zasychać na drzewie, a następnie strząsano je na duże płachty. Obecnie tylko Etiopia i Jemen częściowo stosują metodę w jej pierwotnej wersji (np. Mokka z Jemenu i Jimmy z Etiopii). Większość plantatorów zbiera owoce z drzew w różnej fazie dojrzałości (od niedojrzałych, przez dojrzałe, do przejrzałych) i kieruje je do wstępnego mycia w bębnach mechanicznych, po czym rozsypuje je na glinianych, bądź betonowych klepiskach, a czasem matach trzcinowych. Owoce leżakują tu około 2-3 tygodnie, systematycznie przegarniane grabiami (kilka razy na godzinę). W owocach dochodzi wówczas do fermentacji wewnętrznej. Każdego wieczora ziarna zagarnia się na sterty i okrywa plandekami, aby uchronić je przed nocnym zawilgoceniem. Wyschnięte owoce są kierowane do łuszczarek (na terenie Etiopii i Jemenu są to czasem drewniane stępy), gdzie oddziela się miąższ, łuski i otoczki pergaminowe. Na ziarnie pozostaje, jak w metodzie mokrej, jedynie srebrzysta otoczka. Odróżnia się ona od metody mokrej charakterystycznie wyglądającymi rysami pozostałymi po mechanicznym oddziaływaniu. 
W metodzie tej znacznie trudniej jest kontrolować procesy, w tym fermentację. Metodą suchą przygotowywana jest większość kaw jemeńskich, etiopskich i brazylijskich. Niektóre rejony Etiopii i Jemenu charakteryzują się tak suchym powietrzem, że ziarna zasychające na drzewach w ogóle nie fermentują, co daje charakterystyczny smak tamtejszym naparom.